# Ambasada Stanów Zjednoczonych w Kolonii
Ambasada Stanów Zjednoczonych w Kolonii (ang. The Embassy of the United States in Kolonia) – misja dyplomatyczna Stanów Zjednoczonych Ameryki w Sfederowanych Stanach Mikronezji.
W ambasadzie działają ataszat obrony oraz Agencja ds. Rozwoju Międzynarodowego.

## Historia
Stany Zjednoczone uznały niepodległość Mikronezji, dotychczas części administrowanych przez Stany Zjednoczone Powierniczych Wysp Pacyfiku, 3 listopada 1986, za prezydentury Ronalda Reagana. Tego samego dnia nawiązały z nią stosunki dyplomatyczne oraz otwarły Biuro Przedstawiciela Stanów Zjednoczonych w ówczesnej stolicy państwa Kolonii. Pierwszy przedstawiciel złożył listy uwierzytelniające 2 października 1987.
20 września 1989 Biuro Przedstawiciela Stanów Zjednoczonych w Kolonii zostało podniesione do statusu ambasady.

## Szefowie misji
jeżeli nie zaznaczono inaczej w randzie ambasadora
- Michael Gordon Wygant (1987 - 1990) przedstawiciel
- Aurelia Erskine Brazeal (1990 - 1993)
- March Fong Eu (1994 - 1996)
- Cheryl Ann Martin (1996 - 1999) chargé d’affaires a.i.
- Diane Edith Watson (1999 - 2002)
- Larry Miles Dinger (2002 - 2004)
- Suzanne Hale (2004 - 2007)
- Miriam K. Hughes (2007 - 2009)
- Peter Alan Prahar (2010 - 2012)
- Dorothea-Maria Rosen (2012 - 2016)
- Robert Annan Riley III (2016 - 2020)
- Carmen G. Cantor (2020 - 2022)
- Alissa Bibb (2022 - nadal) chargé d’affaires a.i.[1][4]